# حسن عبد الكريم
حسن عبد الكريم (مواليد 1 يناير 1999) هو لاعب كرة قدم عراقي يلعب في مركز خط الوسط في نادي الكرخ ومنتخب العراق.